# 酒井貴子
酒井 貴子（さかい たかこ）は、日本のゲームデザイナーである。別名義はメンダコである。

## 人物
インテリジェントシステムズ（以降IS）所属。
中学の頃に初めてゲーム機を入手し『ヨッシーアイランド』を遊んだ後、手描きの温かみのあるグラフィック等に感激し、以降『ファイナルファンタジー』『ロマンシング サ・ガ』シリーズにのめり込んでいたと語っている。高校卒業後に「ゲームのグラフィックを作る仕事に本気で就きたい」と思い、大学進学後にISに就職した。
キャラクター作りにおいて1番大事な事は「描き手がそのキャラクターの事を好きである事」と語っている。

### 好み・趣向など
- 好きな絵師・漫画家
  - 鳥山明[2]。ジャック・カービー[3]。ブルース・ティム[3]。草薙琢仁[3]。三浦建太郎[3]。
- 好きなキャラクター
  - ザ・ペンギンズ from マダガスカルのキャラクター達[3]。
- ゲーム
  - 好きなゲームは『カエルの為に鐘は鳴る』[3]。感動したゲームは『ゼノブレイド』[3]。

## 作品
- ファイアーエムブレム 蒼炎の軌跡（ユーザーインターフェーズ、シンボルデザイン、フェイスデザイン、1部のアートディレクション[2]）
- ファイアーエムブレム 暁の女神（ユーザーインターフェーズ、シンボルデザイン、フェイスデザイン、1部のアートディレクション[2]）
- ファイアーエムブレム 新・暗黒竜と光の剣（ユーザーインターフェーズ、シンボルデザイン、フェイスデザイン、1部のアートディレクション[2]）
- ファイアーエムブレム 新・紋章の謎 〜光と影の英雄〜（ユーザーインターフェーズ、シンボルデザイン、フェイスデザイン、1部のアートディレクション[2]）
- ファイアーエムブレム 覚醒（ユーザーインターフェーズ、シンボルデザイン、フェイスデザイン、1部のアートディレクション[2]）
- ファイアーエムブレムif（サポート[2]）
- ファイアーエムブレム  ヒーローズ（イラストレータースーパーバイザー[ゲーム内 1]。メンダコ/INTELLIGENT SYSTEMS名義「不運なヒーロー ハロルド」を執筆[4]）
- Code Name: S.T.E.A.M. リンカーンVSエイリアン（アートディレクション、2Dイラスト[2]）
- ファイアーエムブレム0（インテリジェントシステムズ / 任天堂[5]、メンダコ/INTELLIGENT SYSTEMS名義）
  - 「暗夜」 - 「 不運なヒーロー ハロルド」「ミスター・ハードラック ハロルド」のカードを執筆[6][7]
- ファイアーエムブレム英雄百歌（シノンを執筆[8]）

## 作中出典
1. ↑  スタッフクレジットより。